# Равенгирсбург
Равенгирсбург (нем. Ravengiersburg) — община в Германии, в земле Рейнланд-Пфальц. 
Входит в состав района Рейн-Хунсрюк. Подчиняется управлению Зиммерн.  Население составляет 481 человек (на 31 декабря 2010 года). Занимает площадь 6,16 км².

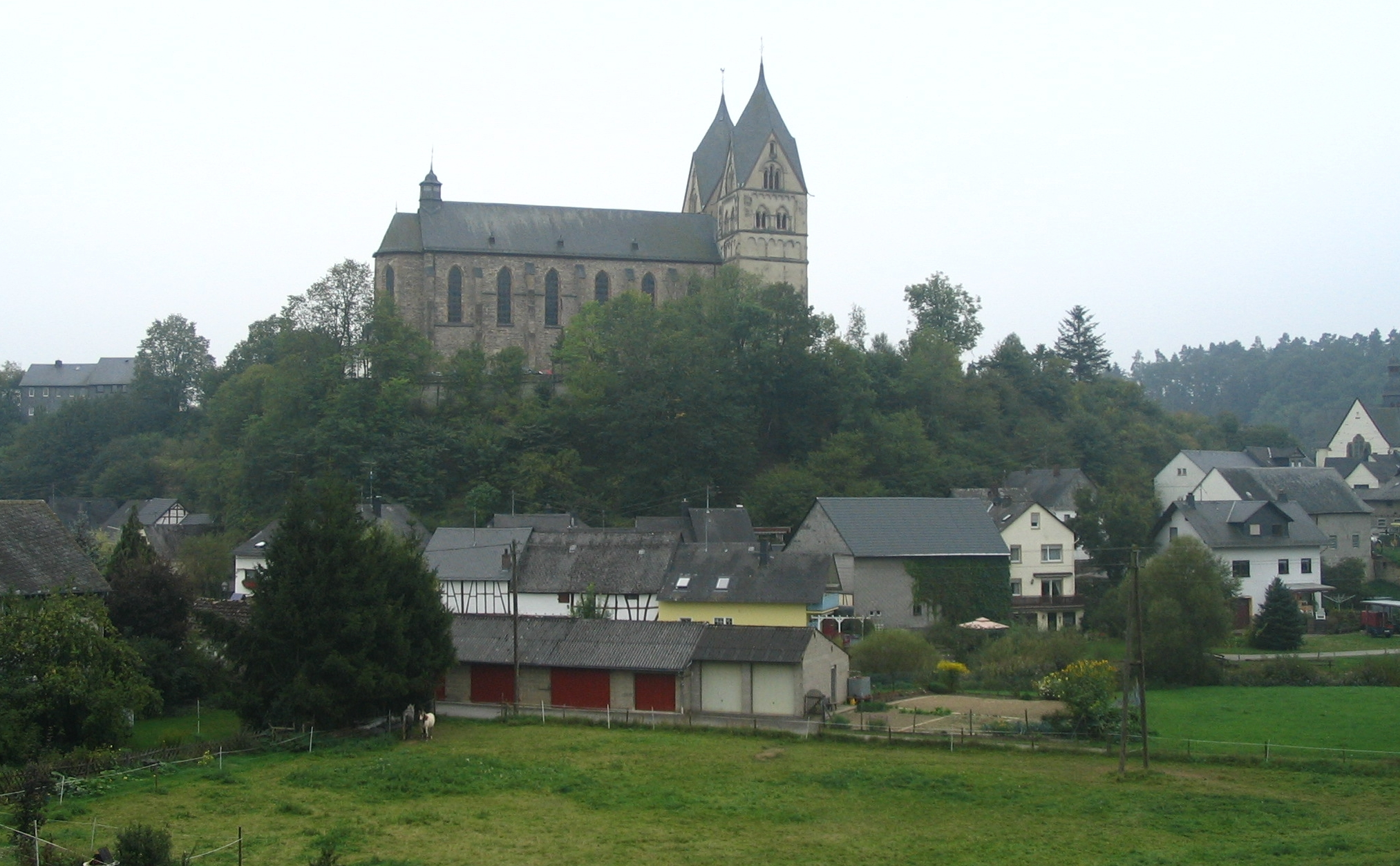
Равенгирсбург